# Переменная звезда (роман)
«Переменная звезда» — фантастический роман, написанный Спайдером Робинсоном в 2006 году по 7-страничному синопсису Роберта Хайнлайна 1955 года. В издательской рекламе именовался «последним романом Хайнлайна», публиковался как написанный в соавторстве.

## Сюжетная идея
С. Робинсон в послесловии к книге утверждал, что имевшийся в архиве Хайнлайна синопсис (автор озаглавил его The Stars are a Clock) содержал основную сюжетную идею, но был лишён концовки. Общая сюжетная канва совпадала с романом «Время для звёзд», который, вероятно, и был развитием этой идеи — межзвёздного перелёта с использованием для связи с Землёй телепатических способностей пары близнецов, один из которых отправляется в космос, а второй остаётся дома. Робинсон предложил издателю создать роман на основе произведений Хайнлайна, но не воспроизводя дословно его стиля, а также упоминая темы, табуированные в 1950-е годы в романах для юношества, включая ненормативную лексику и проявления сексуальности.

## Содержание
Действие разворачивается в XXII веке. Главный герой — 18-летний талантливый музыкант и композитор Джоэль Джонстон, родом с Ганимеда. В колледже на Земле он влюбляется в однокурсницу Джинни Гамильтон, но вскоре выясняется, что она внучка самого богатого человека на Земле. Чтобы разобраться в себе, повзрослеть и обрести цель, друзей, веру в себя, Джоэль присоединяется к экипажу звездолёта «Чарльз Шеффилд», работая на борту фермером (в детстве он имел этот опыт на Ганимеде). Во время полёта астронавты узнают, что Солнце превратилось в сверхновую, уничтожив жизнь на всех планетах, и угрожая остальным колониям. Далее выясняется, что муж Джинни — гениальный учёный-физик — разработал двигатель, позволяющий намного обогнать скорость света, после чего экспериментальный корабль догоняет единственный уцелевший зведолёт, и они благополучно основывают колонию — новый дом человечества. Джоэль с женой — Эвелин, родственницей Джинни, — решает остаться на звездолёте.

## Критика
Роман получил смешанные отзывы критиков. Некоторые рецензенты хвалили стиль, воспроизводящий некоторые существенные черты творчества Хайнлайна, другие критиковали С. Робинсона за легковесность, ошибки и чрезмерную жестокость. Обзор Николаса Уайта завершается следующей сентенцией: «В конце 1955 года Роберт Хайнлайн отложил черновики этой книги и никогда к ним не возвращался. Вероятно, это была правильная идея».
Критик Евгений Харитонов отмечал, что на русском языке переводное издание появилось в год 100-летия Роберта Хайнлайна. Рассматривая текст, он заявил, что «участь» посмертной интерпретации и «дописывания» (классики «слишком рано ушли. Слишком мало книг написали. Слишком много мыслей, идей недовысказали») долго обходила Хайнлайна стороной. Выбор «наследника» вызвал у Е. Харитонова недоумение: С. Робинсон зарекомендовал себя как автор юмористической и лирической фантастики, «более ожидаемой фигурой был бы… Гордон Диксон». Собственно, свой роман Хайнлайн даже не начал писать. Завязка сюжета С. Робинсоном была решена сугубо в духе философии воспитания американского классика: «человека, во-первых, нельзя лишать права выбора своего жизненного пути, а во-вторых, блага, свалившиеся с неба, призрачны и лживы. Юноша должен познать трудности жизни и завоевать счастье в суровых испытаниях. Проще говоря, стать мужчиной и человеком». Однако основная часть сюжета — о, собственно, полёте космического ковчега, выписана в стиле «производственного романа». Текст перегружен многостраничными лекциями о принципе релятивизма или физике звёзд, которые Хайнлайн подавал компактно и ненавязчиво в диалогах главных героев, мастером которых являлся. В итоге, по мнению Е. Харитонова, у Робинсона получилось синтезировать стиль раннего и позднего творчества Хайнлана: «„компактного“, „упругого“ — раннего; многословного, „расплывшегося“ — позднего», при этом имитация раннего стиля удалась ближе к финалу. «И так хорошо у него это получилось, что, кажется, он сам испугался и спешно скомкал концовку». Иными словами, продолжатель «сопротивлялся» стилю и материалу прототипа, что касалось взглядов на социальную функцию человека или вкусовые пристрастия. «Робинсон — страстный фанат и знаток джаза. Джаз „звучит“ на всем протяжении книги, перманентно „соавтор“ превращает роман в популярную энциклопедию джаза XX века». Серьёзным недостатком романа критик счёл полное игнорирование реалий мира XXII века, к которому отнесено действие, и «бесконечное число отсылок к веку двадцатому — словно бы ничего примечательного за последующие полтора столетия и не произошло».